# Supersypnoides picta
Supersypnoides picta là một loài bướm đêm trong họ Noctuidae.